# William Pleeth
William Pleeth (Londra, 12 gennaio 1916 – 6 aprile 1999) è stato un violoncellista britannico.

## Biografia
Nato da una famiglia di emigranti ebrei-polacchi, studiò nel London Cello School e poi a Lipsia con Julius Klengel (maestro anche di nomi noti quali Emanuel Feuermann e Gregor Piatigorsky). Egli è stato maestro di Jacqueline du Pré, Robert Cohen, Ofra Harnoy,  Kristin von der Goltz, Sebastian Hamann, Sebastian Hess, Shauna Rolston, Martin Rummel e Michael Sanderling.
Ha fondato un celebre quartetto d'archi insieme a Eli Goren nel 1953 chiamato Allegri Quartet. Gli altri due membri furono Patrick Ireland e James Barton.
Insegnò alla Guildhall School of Music and Drama e alla Menuhin School. Suo figlio fu Anthony Pleeth.

## Opere
- (EN) William Pleeth, Cello (Yehudi Menuhin Music Guides), Kahn & Averill Publishers, 2001, ISBN 978-1-871082-38-8.